# Sole (film 1929)
Sole è un film muto del 1929, il primo diretto da Alessandro Blasetti. Si tratta di una pellicola, oggi quasi interamente perduta, che costituì uno dei ricorrenti quanto vani tentativi di "rinascita" della cinematografia italiana rispetto alla crisi in cui si trovava negli anni venti. Essa, inoltre, rivestiva una notevole valenza di esaltazione propagandistica delle opere di bonifica attuate dal regime fascista.

## Trama
In una zona paludosa sottoposta a bonifica gli abitanti sono in rivolta perché temono di essere espropriati. Marco, uno dei capi della comunità, decide di incontrarsi con l'Ing. Rinaldi, direttore della bonifica, il quale riesce a convincerlo che l'intervento porterà sviluppo e benessere. Ma il giovane ed impulsivo Silvestro non si fida e decide di attaccare con altri residenti il cantiere dei bonificatori, attirando Rinaldi in una trappola. Quando Silvestro riconosce nell'ingegnere l'ufficiale che gli salvò la vita durante la guerra, lo mette in salvo, senza riuscire però a bloccare gli scontri, durante i quali viene uccisa Giovanna, figlia di Marco, di cui Silvestro è innamorato. La tragica morte di Giovanna fa cessare gli scontri e gli abitanti accettano la bonifica.

## Realizzazione del film

### Contesto storico
Il primo film diretto da Blasetti nacque in un periodo in cui da alcuni anni era in corso una discussione, condita anche di elementi nazionalistici, sulla possibile ripresa (la "rinascita") della cinematografia italiana, che sul finire degli anni venti si trovava in una situazione di decadenza, con il fallimento delle poche aziende superstiti. Nel quinquennio 1925 - 1929 erano stati infatti prodotti soltanto un centinaio di film, ma, essendo spesso legati a contesti regionali o dialettali, solo una minima parte di essi avevano trovato una distribuzione nazionale e quasi nessuno internazionale.

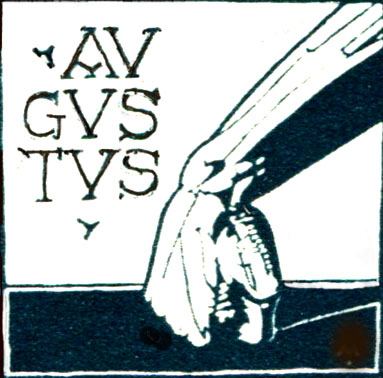
Il simbolo della "Augustus" fu utilizzato soltanto per Sole, unico film prodotto

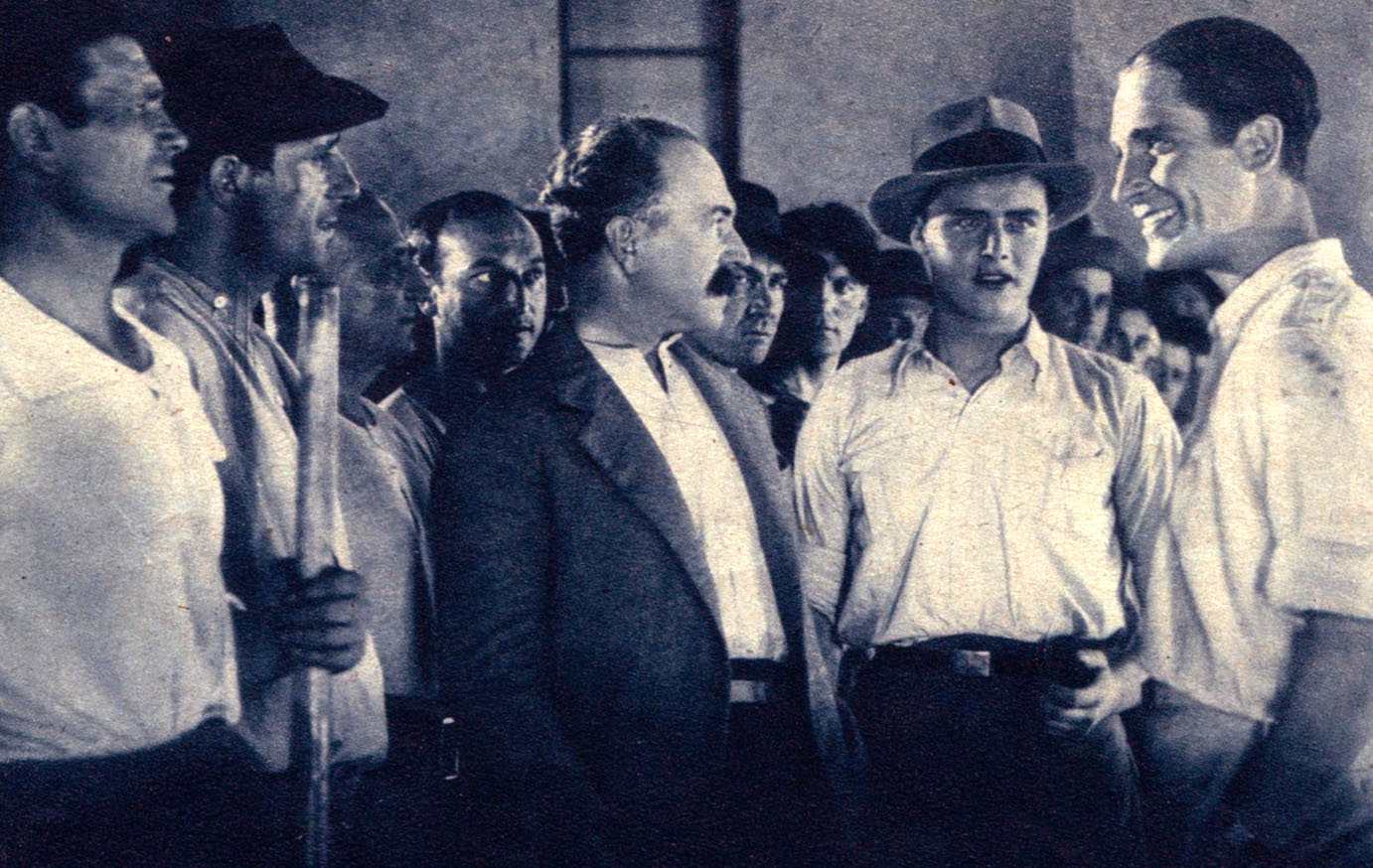
Fotogramma del film con Vittorio Vaser, Rolando Costantino e Marcello Spada

Fotogramma di Sole con i principali interpreti Marcello Spada e Dria Paola

In questa situazione alcuni gruppi di cineasti (i pochi che non s'erano trasferiti a lavorare in Germania o in Francia), diedero vita, per spirito di reazione, a proprie case di produzione, come la "A.D.I.A", fondata nel novembre 1927 da Mario Camerini, Gabriellino D'Annunzio e Roberto Roberti (che produrrà 4 film tra cui Kif Tebbi), la milanese "S.A.C.I.A." ("Società anonima cinematografica Italo Americana" che realizzerà Rotaie) o la fiorentina I.C.S.A., cui si deve Frate Francesco.

### Produzione: la Augustus
Uno dei gruppi che si attivarono in tal senso fu quello che s'era radunato attorno alla rivista cinematografo - fondata da Blasetti nel 1927 - nel quale entrarono Umberto Masetti, Libero Solaroli, Mario Serandrei. Umberto Barbaro, Ferdinando Maria Poggioli, Goffredo Alessandrini, Aldo Vergano, Corrado D'Errico e altri. Il fermento che caratterizzava la redazione e i collaboratori portò alla decisione di «passare dalle parole ai fatti» con la creazione di una nuova casa di produzione, anche per contrapporsi a Stefano Pittaluga, che in quanto distributore di film americani e produttore di pellicole popolari era visto dal gruppo di cinematografo come uno dei responsabili della crisi della cinematografia italiana.
Fu quindi fondata nel dicembre 1927 (un mese dopo la A.D.I.A.) la Augustus, finanziata con una sottoscrizione pubblica promossa attraverso le pagine della rivista (che fruttò 30.000 lire), cui si aggiunsero altre 13.000 lire personali dei promotori. Il nome della società derivava da Augusto Turati, a quel tempo segretario del Partito Nazionale Fascista, che in una situazione di disinteresse del regime verso il cinema fu uno dei pochi «che cominciò a far capire, assieme a Bottai, che il cinematografo poteva avere una grossa importanza anche di natura politica», per cui nello statuto della società venne previsto che gli utili della stessa sarebbero stati devoluti ad opere assistenziali del Partito Fascista. Altri capitali vennero da alcuni nobili romani, tra cui Roberto Lucifero d'Aprigliano, che entrarono nel Consiglio di amministrazione. Al capitale della società partecipò anche la Cosulich, mentre un finanziamento di 100.000 lire richiesto dai promotori al neo costituito Ente Nazionale per la cinematografia (ENAC), che pur era stato ben accolto come primo segnale di interesse dello Stato verso il cinema, fu negato con astruse motivazioni.
Anni dopo, ormai cineasta affermato, Blasetti rievocherà quella sua prima esperienza di produttore-regista come «un atto di fede: la pellicola fu il prodotto di entusiasmo, fede, istinto, anche se allora coscienza e conoscenza del cinema erano ancora lontani da me»

### Soggetto e sceneggiatura
Nonostante entusiasmo e buoni propositi, la preparazione del film richiese circa un anno di lavoro. Si partì da un soggetto proposto da Alberto Boero, un autore cagliaritano sconosciuto che l'aveva inviato, con altri due scritti, a Blasetti, il quale lo aveva accolto come «originale, possente, latino». Su quel testo Aldo Vergano stese la sceneggiatura del film, a cui collaborò in larga parte lo stesso Blasetti con l'obiettivo di «fare un film di natura popolare, anti-telefoni bianchi», e superando in tal modo anche le diversità di opinioni tra Vergano, che non aveva mai nascosto le sue idee antifasciste, e Blasetti, all'epoca convinto sostenitore del regime. Il lavoro che ne scaturì sarà retrospettivamente avvicinato da qualche commentatore al cinema sovietico, ma Blasetti negherà sempre questa circostanza, affermando di aver assistito a quei film solo un anno e mezzo dopo l'uscita di Sole ed indicando invece quali suoi ispiratori Murnau e Vidor. 

Dell'unico film uscito dalla sfortunata avventura produttiva della Augustus sopravvive oggi solo un frammento iniziale di 260 metri. Sole fu tra le pellicole requisite il 31 ottobre 1943 presso il C.S.C., durante l'occupazione di Roma, da una pattuglia di militari tedeschi, che agiva con il consenso del Ministero della Cultura Popolare. In quella occasione sparirono anche altri film come Ragazzo o Sperduti nel buio.
Nel 1953, Fausto Montesanti, allora Direttore del Centro Sperimentale di Cinematografia, ricostruì, sulla base di documenti ancora esistenti negli archivi del Centro, le modalità con cui le pellicole che vi erano conservate andarono perdute. Tutto il materiale sequestrato fu inviato in treno verso la Germania, dove pare che, per un certo tempo, le pellicole siano state conservate nei pressi di Berlino. A seguito della confusione bellica e dei bombardamenti aerei se ne persero le tracce. Queste circostanze vennero confermate nel dopoguerra da Richard Quaas che era stato l'ultimo direttore del "Reichsfilmarchiv" tedesco, mentre fonti sovietiche raccontano di un incendio che interessò diverse migliaia di pellicole presso il "Filmsreicharchiv" di Glindow e della requisizione di altre 17.352 dall'archivio centrale della "UFA", senza tuttavia indicarne una provenienza italiana.
Nel marzo del 2009 in un laboratorio di sviluppo e stampa di Roma venne ritrovato il nitrato, in ottimo stato di conservazione, del dietro le quinte del film, della durata di 35 minuti, presentato al Festival del Cinema Ritrovato 2009 della Cineteca di Bologna.

### Riprese
La lavorazione di Sole iniziò il 20 dicembre 1928, quando furono appositamente riaperti i teatri di posa romani di via Mondovì 36 (già della UCI), che erano rimasti chiusi negli ultimi 4 anni e che la Augustus aveva potuto rilevare per il tramite della sua azionista Cosulich. Le riprese si protrassero poi per i mesi invernali, e molte furono realizzate all'esterno nella zona dell'Agro Pontino, ponendo grande cura nelle inquadrature, con una ricerca di ritmo e con l'impiego di potenti lampade tedesche per illuminare le scene.

### Apporti artistici
Anticipando scelte posteriori del cinema italiano, in Sole la maggior parte degli attori fu non professionista, e tra gli altri molti furono più o meno esordienti, soprattutto le interpreti femminili.

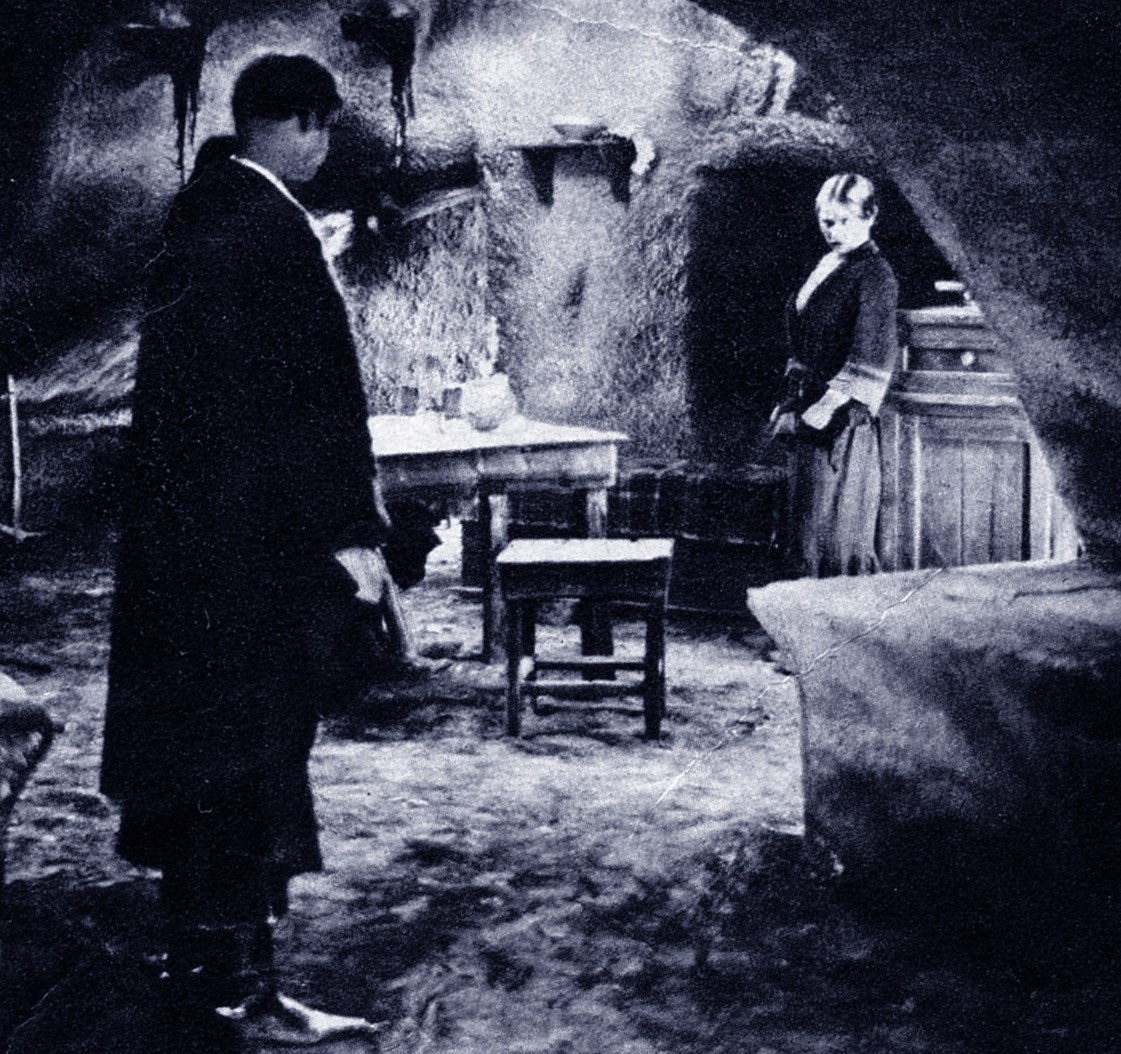
Fotogramma del film con una scenografia di Gastone Medin

Il più esperto, benché avesse allora solo 23 anni, fu Marcello Spada che, avendo già preso parte a Kif Tebbi, si trovò così partecipe di entrambe le esperienze della "rinascita". Blasetti, in aderenza allo spirito con cui aveva realizzato l'iniziativa, vantò per il suo primo film «un complesso artistico di prim'ordine, diretto da un italiano, sceneggiato da un italiano, fotografato da un italiano, interpretato da italiani, con maestranze italiane».
Del gruppo redazionale prese parte alla lavorazione Goffredo Alessandrini, che fu aiuto regista. Sole, film muto, non fu mai - come accadde ad altre pellicole - sonorizzato quando poco tempo dopo si diffuse il sonoro, ma accompagnato da un commento musicale originale scritto dal maestro De Risi che, a detta del regista, accettò di comporlo per stima nei suoi confronti. Sole costituì anche l'inizio di una lunghissima carriera per la scenografo Gastone Medin e fu, in un breve ruolo, la prima esperienza cinematografica di Macario.

## Accoglienza
Prima di essere presentato il film di Blasetti dovette superare qualche difficoltà con la censura, che impose il taglio di alcune inquadrature di nudo femminile e di una scena, considerata troppo violenta, del conflitto sociale tra abitanti e bonificatori. La "prima" di Sole, uno dei pochi (18 in tutto) titoli italiani usciti nel 1929, si svolse la mattina di domenica 16 giugno 1929 presso il cinema "Corso" di piazza San Lorenzo in Lucina a Roma e fu un evento mondano cui presenziarono personalità delle istituzioni. della politica e dello spettacolo, con una tale ressa che anche gli interpreti faticarono ad entrare.

### Successo iniziale
Alla sua apparizione il film suscitò un coro di giudizi entusiasti. Alberto Cecchi, scrisse di «rinascimento del cinema italiano (dove) per la prima volta i villani sono villani davvero, la palude palude, il clima umido e nebbioso, quello vero delle Pontine dopo una quindicina d'anni che sono stati una specie di tenebroso ed ignorantissimo Medio Evo della cinematografia italiana», mentre altri ammisero di «non credere ai propri occhi vedendo un film italiano bello per la meno quanto i più bei film stranieri; il vantaggio di Sole non ha soltanto un notevole valore artistico, ma uno morale più grande». 
 Lo spirito della "rinascita" animò quasi tutti i commenti: «V'è da augurarsi che questo sia il primo riuscito ardimento capace di iniziare con fortuna la nuova era della nostra cinematografia», oppure «un film che può vantarsi di avere il primato della produzione [italiana] attuale, che ci auguriamo sia di sprone per nuove battaglie», o, ancora, «il primo film della nuova cinematografia italiana, opera quadrata e virile, mirabilmente intonata allo spirito della nuova epoca». Vi fu anche chi lo additò a simbolo per il futuro: «Non so se un giorno questo film sarà ricordato come esempio [ma] francamente vorrei che così fosse per il merito di aver creato in Italia quanto di meglio sia stato fatto in materia di fotografia». Solo qualche anno dopo si levò una voce dissonante da tanto unanime entusiasmo e fu quella di Leo Longanesi che definì Sole «una banale pellicola d'imitazione sovietica, con butteri ragionieri e contadini di via Veneto».
Il clima di euforia creatosi attorno a Sole arrivò sino a Mussolini che volle visionare il film. Blasetti poté quindi annunciare che «Il duce del fascismo ha visto ed ha elogiato il mio film ed i concetti ai quali si ispira. Il mio orgoglio di lavoratore italiano non poteva attendersi mai tanto».

### Mancata distribuzione
Le critiche positive e gli elogi non ebbero alcun effetto sul risultato commerciale di Sole che registrò incassi modestissimi. La Augustus non riuscì neanche a trovare un distributore, anche per la crisi dell'ENAC la cui attività si arenò quando il Presidente Bisi venne accusato di malversazioni amministrative. A nulla valse un estremo tentativo di Blasetti di sollecitare un intervento personale di Mussolini che potesse sbloccare il film a fronte dell'invasione di pellicole straniere.
Naufragò il tentativo di concentrazione produttiva denominato "Consorzio Italiano Produttori" che avrebbe dovuto riunire la Augustus con la A.D.I.A. la veneziana "Suprema film" (che in quello stesso periodo stava realizzando in Libia Miryam e La sperduta di Allah) e la "S.A.C.I.A.", iniziativa presentata da Blasetti come un tentativo di "serrare le file" analogo a quello che nel 1922 aveva prodotto le squadre fasciste. Anche l'ipotesi che attorno al film potesse costituirsi una rete distributiva concorrenziale rispetto a quella di Pittaluga, il "Consorzio Italiano Esercenti cinematografici indipendenti" (che decise di avviare la propria attività proprio con la proiezione di Sole), non ebbe seguito.
«L'insuccesso di Sole - rievocò quarantacinque anni dopo il regista - ridusse il nostro gruppo alla fame. Fummo salvati da Pittaluga che per tre anni avevamo attaccato». La Augustus non produsse più nulla e, oberata dai debiti e non più sostenuta dalla Banca Italo-Britannica che era fallita, fu posta in liquidazione e chiusa il 1º giugno 1931.

### Commenti successivi
La mancanza pressoché totale della pellicola (v. riquadro) rende impossibile dare oggi un giudizio artistico su un film che, appunto per questo, è considerato "mitico", per cui l'attenzione dei commentatori si è più orientata sul significato storico che Sole ebbe in quella particolare stagione del cinema italiano. Dal punto di vista dei contenuti, il film è stato giudicato «perfettamente allineato con la politica ruralista del regime, che aveva uno dei suoi cardini nella bonifica integrale e riesce anche ad inserire un altro tema caro al regime, quello dei reduci» e quale «radicale trasformazione del racconto edificante incentrato su valori famigliari, rurali e bellici, con un impianto fortemente ideologico [che] mette in scena il "Progresso"». Sotto l'aspetto storico, Sole rappresenta una nuova delusione rispetto ai propositi di rilancio della cinematografia nazionale, e conclude in Italia, con Rotaie, il periodo del cinema muto: poco più di un anno dopo la "prima" del film muto della Augustus, uscirà infatti La canzone dell'amore, prodotto da Pittaluga con la Cines, nella quale poi anche Blasetti entrerà, riprendendovi con Terra madre temi ruralisti analoghi a Sole.